# Qingdao Hailifeng Zuqiu Julebu
Il Qingdao Hailifeng Zuqiu Julebu (青岛海利丰足球俱乐部S, Qīngdǎo Hǎilìfēng Zúqiú JùlèbùP), a volte tradotto come Qingdao Hailifeng Football Club, è una squadra di calcio cinese con sede a Tsingtao. La squadra giocava le sue partite allo Yizhong Sports Center. La società è stata fondata il 17 febbraio 1994, con il nome di Qingdao JVC Zhengyi Zuqiu Julebu.

## Storia
Nel 1999 ha conquistato un terzo posto in China League Two, la terza divisione cinese.

## Denominazione[1]
- Dal 1994 al 1997: Qingdao JVC Zhengyi Zuqiu Julebu (青岛JVC正义足球俱乐部S; Qingdao JVC Zhengyi Football Club)
- Nel 1998: Qingdao Baolifeng Zuqiu Julebu (青岛宝利丰足球俱乐部S)
- Dal 1999 al 2001: Qingdao Hailifeng Zuqiu Julebu (青岛海利丰足球俱乐部S; Qingdao Hailifeng Football Club)
- Nel 2002: Hefei Chuangyi Dui (合肥创亿队S; Hefei Chuangyi Football Club)
- Nel 2003: Qingdao Aokema Dui (青岛澳柯玛队S; Qingdao Aokema Football Club)
- Dal 2004 al 2010: Qingdao Hailifeng Zuqiu Julebu (青岛海利丰足球俱乐部S; Qingdao Hailifeng Football Club)